# André Marty
André Marty (Perpiñán, 6 de noviembre de 1886-Toulouse, 23 de noviembre de 1956) fue un marino, militar y político francés, dirigente del Partido Comunista Francés. Al servicio de la II República Española, y conocido como «El Carnicero de Albacete» por su crueldad con la población civil y también con sus propias tropas. Ejecutó, según sus propias palabras, al menos a 500 de sus hombres, en la ciudad castellanomanchega por cobardía y también por discrepancias estratégicas y políticas.

## Biografía
Nacido en una acomodada familia de izquierdas, era hijo de un comerciante de vino. Fracasó una oposición para ingresar en la prestigiosa École Navale, y se convirtió en aprendiz de calderero. Con posterioridad se unió a la Marina francesa y se convirtió en oficial mecánico del acorazado Jean Bart. Este navío, junto con el France, fueron enviados al Mar Negro para ayudar al Movimiento Blanco en la guerra civil rusa. El 19 de abril de 1919 fue uno de los líderes de los denominados motines del Mar Negro, opuestos a la intervención francesa en contra de los bolcheviques.
En 1924 fue elegido diputado en la circunscripción de Seine-et-Oise por el Partido Comunista Francés por vez primera, renovando el escaño en varias ocasiones. 

### Guerra civil española (1936-1939)
Fue encargado por la Internacional Comunista de la organización del reclutamiento y disposición de las Brigadas Internacionales tras el inicio de la guerra civil española, con el cargo oficial de inspector general.
Comisario político y hombre conflictivo, según sus propios compañeros en la base de Albacete, donde se encontraba el grueso de la organización brigadista. El líder del Partido Comunista Italiano, Palmiro Togliatti, quien fue junto a Marty uno de los organizadores de las Brigadas, criticó en reiteradas ocasiones sus métodos de trabajo y, en un informe publicado en noviembre de 1937, le insistió en que cambiara radicalmente sus métodos de trabajo y se abstuviera de intervenir en los asuntos militares y técnicos que afectaran a las Brigadas. 
Lo apodaron el carnicero de Albacete (le boucher de Albacete; il macellaio di Albacete) por sus numerosos fusilamientos de civiles y de brigadistas a los que consideraba criminalmente cobardes ante el enemigo, si bien él apenas participó en combate alguno. En informe al Comité Central del Partido Comunista Francés, el 15 de noviembre de 1937 sobre su actuación en la capital albaceteña afirma: «no vacilé y ordené las ejecuciones necesarias (...) Las ejecuciones ordenadas por mí no pasaron de quinientas».
«La vida de un hombre vale 75 céntimos, el precio de un cartucho», afirmó. Realizó duras purgas en sus propias filas, que se estiman en alrededor de 500 muertes.
A partir de 1937 fue ampliamente cuestionado dentro del Gobierno Republicano español y se le atribuyó un singular papel en la caída del ejecutivo de Largo Caballero así como operaciones encubiertas de desfalco.
Abandonó España en 1939 pero su actuación siguió siendo cuestionada en Francia. El 16 de marzo en la Asamblea francesa, hubo un violentísimo debate en el que los diputados Philippe Henriot y Jean-Louis Tixier-Vignancour, denunciaron su actuación en la guerra, alcanzando el escándalo tales proporciones que hubo de ser suspendida la sesión. Posteriormente fijó su residencia en Moscú.
Aparece como personaje en la novela Por quién doblan las campanas de Ernest Hemingway.

### Después de 1939
No participó en la Segunda Guerra Mundial, permaneciendo lejos del frente, pero fue encargado por Stalin de organizar dentro de Francia una revolución social después del desembarco de Normandía. Su posición en 1945 dentro del PCF era la de número tres, tras Maurice Thorez y Jacques Duclos. Su posición contraria a la desestalinización iniciada en la URSS provocó su expulsión del partido en 1953, junto a Charles Tillon.